# یوبی‌سافت مونترآل
یوبی‌سافت مونترآل (به انگلیسی: Ubisoft Montreal) یک شرکت تولیدکننده بازی رایانه‌ای است که در شهر مونترآل کشور کانادا قرار دارد. این شرکت، شرکت فرزند یوبی‌سافت است. این استودیو در سال ۱۹۹۷ به وجود آمد و یکی از بزرگترین استودیوهای بازی‌سازی جهان است، و سری‌های مهم شاهزاده ایرانی، کیش یک آدم‌کش و سگ‌های نگهبان توسط این استودیو ساخته شده‌است.

## تولیدات سرشناس
- تقسیمات (درحال ساخت)
- فار کرای
- سگ‌های نگهبان (PS4/PS3/Xbox One/Xbox 360/PC/Wii U)
- Tonic Trouble (1999) (PC/N64)
- اسپلینتر سل تام کلنسی (۲۰۰۲)(Xbox/PC)
- Tom Clancy's Rainbow Six 3 (2003) (Xbox)
- Tom Clancy's Rainbow Six 3: Raven Shield (2003) (PC)
- Batman: Rise of Sin Tzu (2003) (GC/PS2/Xbox)
- شاهزاده ایرانی: شن‌های زمان (2003) (GC/PC/PS2/Xbox)
- Myst IV: Revelation (2004) (PC/Xbox)
- شاهزاده ایران: جنگجوی درون (2004) (GC/PC/PS2/Xbox)
- شاهزاده ایرانی: دو سریر (2005) (GC/PC/PS2/Xbox)
- اسپیلنترسل: نظریه آشوب (2005) (GC/PC/PS2/Xbox)
- اسپلینتر سل تام کلنسی: مأمور دوجانبه (2006) (GC/PS2/Xbox/Wii)
- رینبو شش تام کلنسی: وگاس (2006) (PC/PS3/Xbox 360/PSP)
- کیش یک آدم‌کش (2007) (PC/PS3/Xbox ۳۶۰)
- کیش یک آدم‌کش ۲
- اسپیلنترسل: محکومیت